# Richard Mead
Richard Mead, FRS, FRCP, (11 de agosto de 1673 – 16 de fevereiro de 1754) foi um médico inglês. Sua obra A Short Discourse concerning Pestilential Contagion, and the Method to be used to prevent it (1720) teve importância histórica no avanço da compreensão das doenças transmissíveis.

## Vida
Richard nasceu em Stepney, Londres, em 11 de agosto de 1673, filho de Matthew Mead (1630–1699), que era um ministro independente. Ele foi o décimo primeiro de treze filhos. Estudou em Utrecht por três anos sob JG Graevius. Tendo decidido seguir a profissão médica, foi para Leiden e assistiu às aulas de Paul Hermann e Archibald Pitcairne. Em 1695 graduou-se em filosofia e física na Pádua, e em 1696 retornou a Londres, iniciando imediatamente uma prática bem-sucedida.
Sua obra Mechanical Account of Poisons apareceu em 1702 e, em 1703, ele foi admitido na Royal Society, para cujas Transactions contribuiu naquele ano com um artigo sobre a natureza parasitária da escabiose. No mesmo ano, foi eleito médico do St. Thomas' Hospital e nomeado para ministrar aulas de anatomia no Surgeon's Hall. Com a morte de John Radcliffe em 1714, Mead tornou-se o chefe reconhecido de sua profissão; atendeu a rainha Ana em seu leito de morte e, em 1727, foi nomeado médico de Jorge II, tendo previamente servido nessa função quando ele era príncipe de Gales.
Enquanto servia ao rei, Mead envolveu-se na criação de uma nova instituição de caridade, o Foundling Hospital, tanto como governador fundador quanto como consultor em questões médicas. O Foundling Hospital era um lar para crianças abandonadas, e não um hospital médico, mas afirma-se que, graças ao envolvimento do Dr. Mead, a instituição foi equipada com uma enfermaria e uma farmácia. Acredita-se até que ele tenha influenciado o arquiteto Theodore Jacobsen a incorporar um grande pátio para incentivar a prática de exercícios pelas crianças. Um retrato em tamanho natural de Dr. Mead, doado pelo artista Allan Ramsay em 1747, garante que sua contribuição não seja esquecida e está permanentemente exposto no Foundling Museum.
Mead também foi membro da Royal Society, membro do Colégio de Médicos e maçom (embora não se saiba a qual loja ele pertencia).

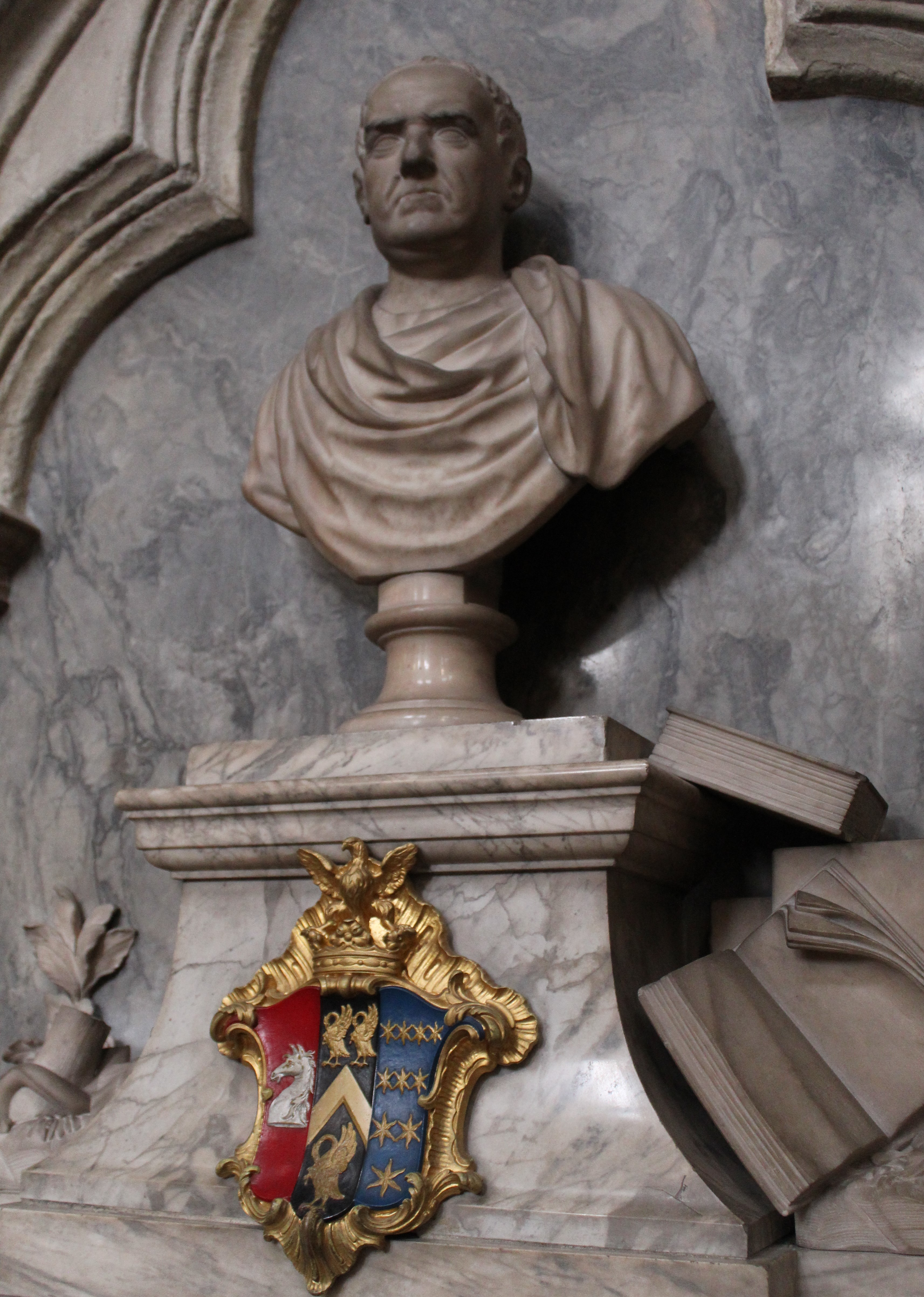
Busto de Mead, Abadia de Westminster

Mead foi colecionador de pinturas, livros raros, esculturas clássicas, gemas e espécimes zoológicos, que disponibilizava para estudo em sua biblioteca em Bloomsbury. Sua coleção consistia em 10 mil volumes. Em 1752 recebeu uma carta de Camillo Paderni, sobre o progresso das escavações na Villa dos Papiros. Após sua morte, foram necessários 56 dias para leiloá-la a colecionadores de livros da Inglaterra e do exterior. Sua "Coleção Completa e Genuína de Gemas Valiosas, Bronzes, Mármore e outras Antiguidades" foi leiloada por Abraham Langford em sua casa na Great Piazza, Covent Garden de 11 a 15 de março de 1755.
A propriedade rural de Mead ficava em Old Windsor, Berkshire, mas ele morreu em sua casa em Bloomsbury em 1754. Sua residência em Londres mais tarde deu origem ao Hospital Great Ormond Street.
Mead foi sepultado na Igreja do Templo. Um monumento em sua homenagem foi colocado na nave norte da Abadia de Westminster, com um busto de Peter Scheemakers.

## Visões religiosas
Em 1749 foi publicada em latim a obra Medica Sacra de Mead (editada postumamente em 1755 em tradução com o subtítulo Um comentário sobre as doenças mais notáveis mencionadas nas Sagradas Escrituras). Ele utilizou o trabalho de seu parente Joseph Mede, Doctrine of Demons, e também de seu antigo paciente Isaac Newton, Chronology, para argumentar que ideias pagãs sobre demônios haviam entrado no cristianismo. Como Arthur Ashley Sykes e outros, Mead entendeu que aqueles aflitos por demônios no Novo Testamento se referiam simplesmente a pessoas que sofriam de uma variedade de doenças:
Que os endemoninhados, daimonizomenoi, mencionados nos evangelhos, sofriam de uma doença realmente natural, embora de natureza obstinada e difícil, parece-me muito provável a partir dos relatos dados sobre eles.

## Possíveis excentricidades

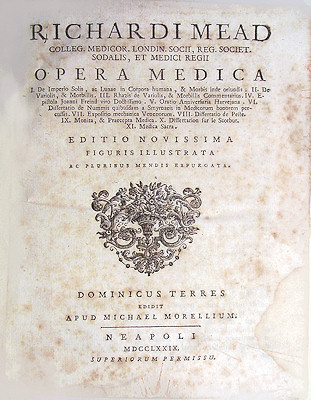

Mead é satirizado no romance de Laurence Sterne, Tristram Shandy, onde aparece brevemente como Dr. Kunastrokius: "—Não se deleitava o Dr. Kunastrokius, aquele grande homem, nas suas horas de lazer, no maior prazer imaginável de pentear rabos de burros e arrancar os pelos mortos com os dentes, embora tivesse sempre uma pinça no bolso?" O nome Kunastrokius é claramente um trocadilho de conotação sexual, talvez fazendo referência à Cunegund de Voltaire em Cândido (1759). Um dos correspondentes de Sterne mais tarde reclamou que ele estava revivendo rumores generalizados de que Mead havia falido por pagar favores sexuais elaborados. Sterne defendeu-se alegando que tudo o que fez foi "sugerir, de forma muito distante, uma peculiaridade engraçada de seu caráter... conhecida antes por toda empregada e lacaio dentro dos limites da mortalidade".

## Obras
Além de Mechanical Account of Poisons (2ª ed., 1708), Mead publicou:
- um tratado De Imperio Solis ac Lunae in Corpora humana, & Morbis inde oriundis (Sobre a influência do Sol e da Lua nos corpos humanos e as doenças daí resultantes) (1704)
- A Short Discourse concerning Pestilential Contagion, and the Method to be used to prevent it (1720)
- De variolis et morbillis dissertatio (1747)
- Medica sacra, sive de morbis insignioribus qui in bibliis memorantur commentarius (1748)
- On the Scurvy (1749)
- Monita et praecepta medica. Grund & Holle, Hamburgi 1752 edição digital pela Biblioteca Estadual e Universitária de Düsseldorf
- Life of Mead por Dr. Matthew Maty, publicada em 1755.
- Pharmacopoeia [Pharmacopoea] Meadiana : fielmente reunida a partir de prescrições originais, contendo os métodos mais elegantes de cura de doenças; aos quais são anexadas observações úteis sobre cada prescrição; o conjunto organizado sob títulos apropriados. Hinton, Londres, 1756 edição digital pela Biblioteca Estadual e Universitária de Düsseldorf